# Гайсинович, Самуил Евсеевич
Самуил Евсеевич Гайсинович (3 марта 1903 — 14 мая 1939) — советский и российский учёный, педагог, доктор педагогических наук, профессор. Заведующий кафедрой политехнизма в Высшем коммунистическом институте педагогики.

## Биография
Родился Самуил Евсеевич в Бобруйске в 1903 году в семье Овсея Зельмановича Гайсиновича. Брат А.Е. Гайсиновича. С 1921 по 1925 годы проходил обучение и успешно окончил факультет общественных наук Московского государственного университета. С 1921 года являлся рганизатором профессионально-технического образования в Москве и Московской области, был председателем методической комиссии Отдела рабочего образования МОНО. С 1926 по 1937 годы работал преподавателем, сначала доцентом, затем профессором Индустриально-педагогического института имени К. Либкнехта, также преподавал в Академии коммунистического воспитания им. Н.К. Крупской и других вузах столицы. Активно занимался подготовкой инженеров-педагогов для школ ФЗУ. С 1932 по 1937 годы работал в должности заведующего кафедрой политехнизма в Высшем коммунистическом институте педагогики. Одновременно проводил большую научно-организаторскую работу в должности заместителя директора Института политехнического образования НКП РСФСР. Организатор и первый директор НИИ подготовки кадров Наркомтяжпрома СССР.
Его первые научные труды были посвящены разработке теоретических основ организации работы школ ФЗУ. Он интересовался проблемами профессиографии рабочего состава, подготовки индустриального педагога. Для школ ФЗУ он ввёл понятие профессионально-политехнические школы, отстаивал их позиции в общей системе образования.
Гайсинович известен как теоретик политехнического образования. Провёл исследования зарубежного опыта подготовки рабочих кадров, критиковал формы и методы подготовки рабочих в Германии.
Проживал в Москве. 17 декабря 1937 года был арестован и обвинён в участии в контртеррористической организации. 21 апреля 1938 года осуждён к высшей мере наказания. В мае 1939 года приговор исполнен, Самуил Евсеевич был расстрелян. Тело захоронено на полигоне в Коммунарке. 4 июля 1956 года реабилитирован посмертно, восстановлен во всех правах.